# Square Saint-Gilles – Grand-Veneur – Pauline-Roland
Square Saint-Gilles – Grand-Veneur – Pauline-Roland är en park i Quartier des Archives i Paris 3:e arrondissement. Square Saint-Gilles – Grand-Veneur – Pauline-Roland är uppkallad efter den franska feministen och socialisten Pauline Roland (1805–1852).

## Omgivningar
- Saint-Denys-du-Saint-Sacrement
- Saint-Gervais-Saint-Protais
- Jardin Arnaud Beltrame
- Allée Arnaud Beltrame
- Place des Vosges

## Bilder
| - Saint-Denys-du-Saint-Sacrement. - Saint-Gervais-Saint-Protais. - Place des Vosges. |

## Kommunikationer
- Tunnelbana – linje  – Saint-Sébastien – Froissart
- Busshållplats Saint-Claude – Paris bussnät, linje 96

### Webbkällor
- ”Square Saint-Gilles – Grand-Veneur – Pauline-Roland”. Paris Info. Paris Convention and Visitors Bureau. https://www.paris.fr/equipements/square-saint-gilles-grand-veneur-pauline-roland-2428. Läst 26 april 2021.
- ”Square Saint-Gilles – Grand-Veneur – Pauline-Roland”. Les rues de Paris. https://www.parisrues.com/rues03/paris-03-square-saint-gilles-grand-veneur-pauline-roland.html. Läst 26 april 2021.